# Горин, Ефим Евграфович
Ефим Евграфович Горин (8 апреля (27 марта) 1877 — 28 июня 1951) — русский крестьянин, родился в семье плотника, изобретатель-самоучка, был прозван «Русским Эдисоном».

## Жизнь и деятельность
Его отец, Евграф Фёдорович (1866 г. р.), и мать, Наталья Романовна (? г. р.) — бывшие крепостные крестьяне помещика Нейкова. Об отце — очень сильном человеке — говорили, что он кочергу узлом завязывал и пятаки тремя пальцами ломал.
Мальчик рос в семье плотника, однако к шести годам мать научила Ефима читать. Через три года, в 1886, его отдали в местную школу-трехлетку, по окончании которой Ефим получил похвальный лист от Симбирского уездного училищного совета.
А в 1894 году Ефиму пришлось бежать из своего села в Симбирск, так как из-за его, странных для односельчан, действий — опыты с порохом, устройство в доме водопровода, и просто фокусы — мальчик был заподозрен в общении с нечистой силой, и ему грозили расправой.
К этому времени Ефим уже умел работать с деревом — научил отец. Интересно, что будущий изобретатель был оберуч, как тогда говорили. Он одинаково ловко владел и правой, и левой рукой. В мастерских симбирских кустарей А. Калмыкова, а потом А. Иванова ему платили 3 рубля в месяц. Позже было получено разрешение ремесленной управы на самостоятельную работу. Е. Е. Горин дает объявление: «Столяр Е. Горин работает в домах, исправляет всякую мебель, красит и полирует».

## Семья
4 ноября 1896 г. Е. Е. Горин женился на дочери крестьянина Ивана Ефимовича Головачева, Прасковье Ивановне Головачевой, 1879 г.р.
Они купили маленький дом в бедном районе города, «на Овражках», недалеко от р. Свияги, и прожили в нём пять лет, до 1901 года. Там же родились две их дочери, Анна и Зинаида, и сын Иван.
Всего у Гориных было 11 детей. Не все из них выжили в детстве. В годы войны погибли ещё два сына Е. Е. Горина — Георгий и Павел. Анатолий был ранен и лечился в Ульяновске. Ефим Евграфович с женой приезжали навестить сына. Анатолий Ефимович, который и сам стал изобретателем, теле- и радиомастером, в 1968 году передал на хранение в Ульяновский краеведческий музей личные вещи и документы своего отца. Особо ценным экспонатом стал самодельный альбом под названием «Русский Эдисон», который дети Горина подготовили к его 50-летнему юбилею. В альбом вклеено большое количество документов, подтверждающих изобретательскую деятельность Е. Е. Горина.
```
В 2019 г. «
наш город, родину своего предка — изобретателя-самоучки Ефима Евграфовича Горина — навестили представители трёх поколений его потомков из Москвы. Это внук Горина Анатолий Борисович Соболев - сын от младшей дочери Ефима Евграфовича Натальи - со своими сыном Глебом и внуком Егором. Встреча с ними состоялась 18 июня в Историко-мемориальном центре-музее И.А. Гончарова, филиале краеведческого музея. Соболевы тоже подарили краеведческому музею привезённые из Москвы фотокопии с изображениями родителей Ефима Горина, их родственников, захоронений на Ваганьковском кладбище, проекта дома Гориных в Симбирске начала XX века и паспарту фотоателье изобретателя
».
```

## Изобретательская деятельность
В 1901—1904 годах семья Е. Е. Горина жила в Мелекессе (с 1972 года г. Димитровград). Ефим Евграфович преподавал в ремесленной школе (теперь Димитровградский Агролицей). В альбом «Русский Эдисон» (Ульяновский краеведческий музей, № 17702) вклеен следующий документ: «Дано сие крестьянину Симбирской губернии Загудаевской волости, села Анненкова, Ефиму Евграфовичу Горину в том, что он, служа в Мелекесской ремесленной школе с 15 апреля 1901 г. по 15 июля 1904 г. в качестве мастера-столяра, во все время был безукоризненного поведения, к своим обязанностям относился добросовестно, с полным знанием своего дела, уволен по собственному желанию».
Увлечение Горина разного рода опытами трансформировалось в изобретательскую деятельность. Думая о возможности передачи фотографий по телеграфу, Ефим Евграфович изобрел в 1901 г. аппарат для передачи изображений на расстоянии. Однако ни спонсоры, ни Петербургский электротехнический кабинет не заинтересовались этим фактически прообразом современного телевидения. Эта механическая система, стала началом «настоящего» телевидения, однако патентом закрепить за Е. Е. Гориным это изобретение удалось лишь в 1927 году. В то же время началась работа над аппаратом, превращающим свет в звук, аппаратом для слепых.
Вернувшись в свой старый дом на бывшей Нижне-Московской улице (ул. Набережная реки Симбирки, 23), Ефим Евграфович открыл фотоателье «Светопись». Этот дом сохранился до наших дней. Он внесен в реестр Объектов культурного наследия (местного значения), но памятной доски на нем нет до сих пор. А тогда на старом доме появилась вывеска, были даны объявления в газетах. Стали приходить первые клиенты. Но большого дохода свое дело изобретателю не принесло. Фотографировал он только по настроению и только тех людей, которые ему нравились. Да ещё и в свободное от опытов время. В итоге для этих самых опытов, для изобретений, не хватало средств. Тем не менее, в 1909 г. Горин изобретает «счетчик для баллотировки». Электрическое устройство для голосования могло сэкономить 75 рублей ежедневно. Но Госдума не приняла во внимание его письмо. На просьбу о средствах для опытного образца ещё одного изобретения Е. Е. Горина — аппарата искусственного зрения — Общество содействия успехам опытных наук ответило отказом. Можно представить состояние изобретателя, когда через три года он узнает о Фурнье д’Альба, который получил патент на оптофон, работающий по тому же принципу, что и у него.
В 1915 г. Гориным запатентовано изобретение, сделанное ещё в Мелекессе. Это изобретение представляло собой световую вывеску, на которой менялся текст. Тяжелый труд, постоянная нехватка средств к существованию и отчаяние притворить свои замыслы в жизнь привели к тому, что в августе 1915 года Горин ослеп. Диагноз — поражение сетчатки обоих глаз — не оставлял надежды на возвращение зрения. Зарабатывать на жизнь фотографией Ефим Евграфович уже не мог. Семья жила лишь благодаря помощи родителей. В это время А. М. Горький написал очерк «Фотограф из Симбирска». В нём сказано, что Горин потерял зрение из-за впервые в жизни выпитого им стакана денатурата после того, как ему не удалось найти спонсоров для своих изобретений. Возможной причиной могла быть и работа с рентгеновскими лучами. Но документы из фондов Ульяновского краеведческого музея убеждает в том, что именно нестабильность материального положения и переживания за свою семью подорвали здоровье изобретателя.
С 1910 по 1922 г. семья изобретателя прожила в другом доме, который был куплен на деньги отца и тестя. Ефим Евграфович пристроил к новому дому фотографический павильон. В дом было проведено электричество. Этот дом в переулке Гоголя (бывший Германовский переулок) находился в списке «выявленных памятников истории». В 2003 году на нем была установлена памятная доска. Но все это не спасло дом от разрушения в августе 2010 года. Новый владелец участка, не дождавшись историко-архитектурной экспертизы, снес здание. По этому факту было возбуждено уголовное дело. О результатах его рассмотрения сведений нет.
Несмотря на слепоту, Е. Е. Горин продолжает изобретать. В 1921 Симбирский губисполком отправляет его в командировку в Москву для сдачи 17 (по другим сведениям 18) изобретений. Там Комитет по делам изобретений в июле 1921 г. выдает изобретателю «Цертификат» на прием 55 его изобретений.
В этом списке патент от 26 июня 1921, который подтверждает факт изобретения Гориным способа электрической передачи видения на расстоянии с помощью сложного проволочного кабеля. Именно тогда был сделан первый шаг к стереоскопическому телевизору.
В 1922 году Ефим Евграфович Горин переезжает в Москву вместе с семьей — жена и 8 детей. Там удается определить младших детей в интернат, а старшие поступают учиться. Семья получает квартиру по адресу: Тверская ул., д. 8, кв. 10.
«К 1934 г. Е. Е. Гориным были получены свидетельства более чем на 300 изобретений в самых различных областях… В его списке авторских свидетельств значатся 10 изобретений по телевидению, 2 — по фототелеграфии, 11 — по электрофотографии, 6 — по звукозаписи , 3 — по военному делу, 3 — по железной дороге и т. д.» 
В фондах Ульяновского краеведческого музея хранится авторское свидетельство на изобретение № 56958 «Приёмное телевизионное устройство». Зарегистрировано 26 марта 1940 г. в Бюро последующей регистрации изобретений при Госплане Союза СССР. Подписано 31 января 1941 г. заместителем народного комиссара связи СССР К. Я. Сергейчуком.

## Человек, опередивший своё время
Без ложной скромности Ефим Евграфович Горин относил себя к гениальным людям, о чём свидетельствуют его слова из рассказа-автобиографии «Грандиозный проект», который цитирует в своей книге «Дальновидение Ефима Горина» Александр Михайлович Авдонин-Бирючёвский. В том же рассказе изобретатель сравнивает себя с часами, «стрелки которых вечно бегут вперед, и этим раздражают всех, кто желал бы по ним узнать правильное время», и выражает надежду на то, что, потомки обязательно оценят его проекты.
Большая часть его изобретений осталась лишь на бумаге. Однако то, что в то время казалось фантастикой, сегодня стало неотъемлемой частью нашей жизни: система механического телевидения, световая вывеска с меняющимся текстом, электрофотография, факс.
Умер Ефим Евграфович Горин в Москве в 1951 году и похоронен на Ваганьковском кладбище.

## Память о Ефиме Евграфовиче Горине
Память об изобретателе-самоучке Е. Е. Горине сохранилась на его родине:
- Одна из улиц Засвияжского р-на г. Ульяновска названа именем Е. Е. Горина: в 1966 году Интернациональная улица была переименована в улицу Горина, а Интернациональный переулок — в переулок Горина.
- В музее «Симбирская фотография» есть стенд, посвященный Е. Е. Горину — фотографу.
- Ему посвящена страничка проекта отдела краеведческой литературы и библиографии Дворца книги об известных людях «И жизни след оставили своей: известные люди Ульяновской области»
- Студенты Ульяновского государственного технического университета, будущие IT-специалисты, с 2012 года получают стипендию имени Е. Е. Горина.
- С документами и личными вещами изобретателя можно ознакомиться в Ульяновском краеведческом музее и на сайте Государственного каталога музейных фондов Российской Федерации.
- Дом, в котором жил Ефим Евграфович Горин, в 1910—1922 г.г., .г. Ульяновск, ул. Набережная р. Симбирки, 23, постановлением Правительства Ульяновской области от 22.07.2014 № 312-П «О включении выявленных объектов культурного наследия в единый государственный реестр объектов культурного наследия (памятников истории и культуры) народов Российской Федерации»[1].
- На доме Е. Е. Горина на улице Гоголя (бывший Германовский переулок) в апреле 2003 года установлена мемориальная доска. Но дом снесён собственником в 2010 году. В 2011 г. исключен из списка объектов культурного наследия как утраченный[2].